# Amore disperato (Achille Lauro)
Amore disperato è un singolo del cantautore italiano Achille Lauro, pubblicato il 20 settembre 2024 come primo estratto dal settimo album in studio Comuni mortali.

## Descrizione
Il brano, scritto dallo stesso artista con Federica Abbate e Federico Olivieri, in arte Olly, è prodotto da Daniele Nelli, in arte Danien, Matteo Ciceroni, in arte Gow Tribe, ITACA, team fondato dal duo musicale Merk & Kremont, e Leonardo Grillotti, in arte Wolvs. Il brano è stato pubblicato con un comunicato stampa:
(Achille Lauro)

## Video musicale
Il video musicale, diretto da Davide De Meo, è stato pubblicato in concomitanza all'uscita del brano attraverso il canale YouTube del cantautore.

## Tracce
Testi di Lauro De Marinis, Federica Abbate e Federico Olivieri, musiche di Daniele Nelli, Eugenio Maimone, Federico Mercuri, Giordano Cremona, Gregorio Calculli, Leonardo Grillotti e Matteo Ciceroni.
1. Amore disperato – 3:08
2. Amore disperato RMX (Deborah De Luca) – 3:36

## Formazione
- Achille Lauro – voce
- Andrea Suriani – masterizzazione, missaggio
- Daniele "Danien" Nelli – batteria, pianoforte, chitarra acustica ed elettrica, registrazione, produzione
- Federico Mercuri – programmazione, produzione
- Giordano Cremona – programmazione, produzione
- Gregorio Calculli – musica per archi
- Leonardo "Wolvs" Grillotti – chitarra elettrica, musica per archi, produzione
- Matteo "Gow Tribe" Ciceroni – batteria, registrazione, produzione

## Classifiche

### Classifiche settimanali
| Classifica (2024) | Posizione massima |
| ----------------- | ----------------- |
| Italia            | 4                 |

### Classifiche di fine anno
| Classifica (2024) | Posizione |
| ----------------- | --------- |
| Italia            | 81        |